# فيدجانو
فيدجانو (بالإيطالية: Viggiano)‏ هي بلدية في مقاطعة بوتنسا في إقليم بازيليكاتا الإيطالي.

## السكان
في سنة 1861 بلغ عدد السكان 5٬731 نسمة، وتطور العدد ليصل في سنة 2011 لـ 3٬122 نسمة.
يظهر هذا المخطط البياني تطور النمو السكاني لـ فيدجانو

## توأمة
لفيدجانو اتفاقيات توأمة مع كل من:
- Gmina Połaniec [الإنجليزية]‏
- فونيتسا
- Étoile-sur-Rhône [الإنجليزية]‏

## أعلام
- ليوناردو دي لورينزو